# سيسيل باييها
سيسيل باييها (بالفرنسية: Cécile Bayiha) هي مُمثلة من جمهورية الكونغو الديمقراطية.
اشتهرت بلعب دور الأسير البيغمي ليكولا في الفيلم الفرنسي البريطاني الجنوب أفريقي الذي صدر سنة 2005 «رجل لرجل» (بالإنجليزية: Man to Man)، والذي تم فيه تقديم اثنين من الأقزام المأسورين إلى جُمهور بريطاني في القرن التاسع عشر. باييها ليست في حد ذاتها قزمة، لكنها شخص قصير القامة أو «قزم مُتناسب». كما شاركت أيضا سنة 2005 في البرنامج الفرنسي (بالفرنسية: Tout le monde en parle).

## روابط خارجية
سيسيل باييها على موقع IMDb (الإنجليزية)
- سيسيل باييها على موقع قاعدة بيانات الفيلم (الإنجليزية)